# Rockwell HiMAT
HiMAT était un avion sans pilote expérimental créé par Rockwell International.

## Historique
Dans les années 1970, la maniabilité était le mot d'ordre pour les chasseurs construit aux États-Unis. Les constructeurs d'avions américains devaient développer de nouveaux concepts qui rendraient leurs chasseurs plus agiles que ceux actuellement en service.
Les systèmes de commandes de vol électriques développés dans le cadre des divers programmes de véhicules configurés (CCV) menés par le United States Air Force Flight Dynamics Laboratory ont ajouté de la souplesse aux conceptions modernes. En outre, l'utilisation de composites graphite-époxy aussi résistants que leurs homologues métalliques, mais plus légers et plus souples, a donné aux fabricants les options nécessaires pour créer des modèles capables de répondre aux nouvelles exigences de l'United States Air Force en matière de manœuvrabilité.
Grâce à la combinaison de la stabilité statique relâchée offerte par les commandes de vol électriques et la construction avec l'utilisation de matériaux composites graphiques-époxy, les conceptions sortant des planches à dessin ont dépassé les limites connues des pilotes et de l'équipage. Pour tester une nouvelle conception aux limites proposées, il fallait utiliser un véhicule sans pilote capable de voler à une vitesse supersonique et d'effectuer des virages soutenus à 8G+ avec une maniabilité supérieure.

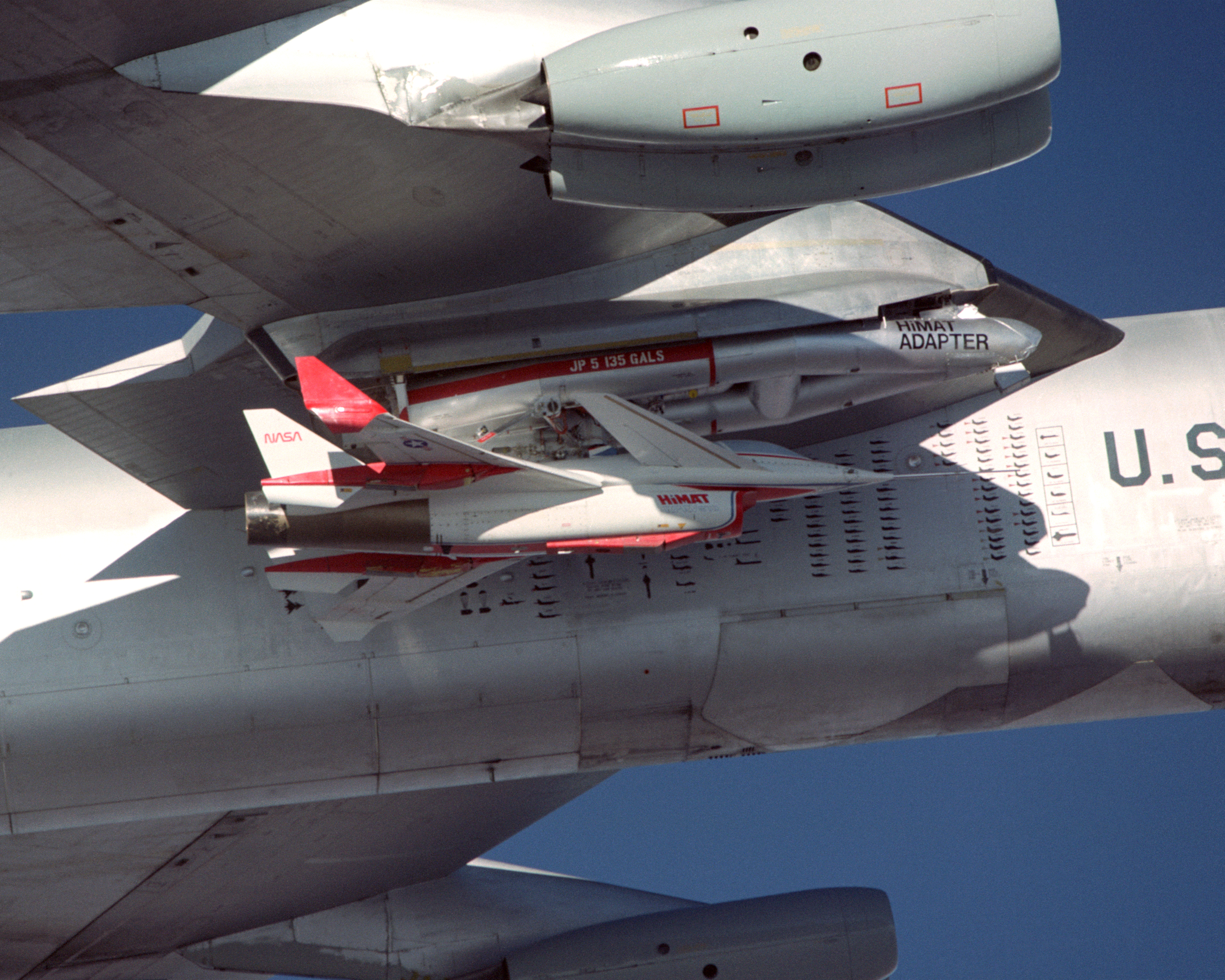
Un HiMAT embarquée par le NB-52B Balls 8.

L'US Air Force a attribué un contrat de 17,3 millions de dollars à Rockwell en août 1975 pour construire deux véhicules téléguidés à l'échelle 1/44 dans le cadre du programme Highly Maneuverable Aircraft Technology, ou HiMAT. Rockwell a choisi le moteur à réaction Général Electric J85-21 avec un système de commande numérique remplaçant le système de commande hydromécanique standard du moteur pour propulser le petit avion d'essai.
Une caractéristique importante du HiMAT était le système de pilotage automatique des manœuvres d'essai en vol (FTMAP). Le FTMAP était relié à deux ordinateurs au sol qui permettaient d'effectuer des manœuvres préprogrammées, telles qu'un virage à Mach constant, des poussées/tirements et des virages à poussée limitée, qui étaient mises en œuvre sous la forme d'une commande de boucle extérieure contournant le manche du pilote.
Le premier HiMAT, RPRV 870, était principalement consacré à l'expansion de l'enveloppe de vol et aux démonstrations des points de conception, tandis que son appareil jumeau, RPRV 871, était utilisé pour la collecte de données de recherche. Un objectif important du programme était le point de manœuvrabilité transsonique de 8G soutenu à Mach 0,9 et 25 000 pieds. L'objectif du point d'endurance supersonique était de soutenir un virage 3G pendant 3,5 minutes à Mach 1,4 et 40 000 pieds.
Les contributions du HiMAT semblent être mitigées. La complexité du système était plus grande que prévu, les opérations de vol plus intensives en travail de préparation, et la taille réduite du système le rendait restrictif à bien des égards. Pourtant, ses réalisations ont été impressionnantes, des virages soutenus à 8G à une vitesse proche de celle du supersonique, et une endurance supersonique dépassant les objectifs de conception avec une aérodynamique aussi bonne, voire meilleure, que prévu.
Un ingénieur du HiMAT a déclaré que la section d'ingénierie de Dryden n'aimait pas voir le HiMAT figurer au programme de vol car il fallait pratiquement tout le bureau des pilotes pour effectuer une mission : 2 dans l'avion porteur NB-52B Balls 8, 1 dans la station au sol du RPRV, 2 dans l'avion de poursuite de sécurité TF-104G et 1 de plus dans un deuxième avion de poursuite si nécessaire, ce qui a donné lieu à la plaisanterie suivante : « combien de pilotes faut-il pour faire voler un avion sans pilote ? ».

## Conception
Sa construction permettait la recherche scientifique concernant l'aéroélasticité, l'utilisation de logiciels pour mener la construction, les matériaux composites, l'optimisation de la performance transsonique avec une voilure supercritique, des commandes de vol électriques et un plan canard à l'avant,.

## Engagements
L'avion était piloté par télécommande pour ne pas mettre en danger la vie des pilotes pendant les tests. Les 26 vols expérimentaux eurent lieu entre 1979 et 1983. Les avions étaient transportés en altitude et lancés par un Boeing B-52. Leur performance de virage, 8.5g en vitesse ~1 mach et à une altitude de 7 600 m, était estimée à deux fois celle du F-16 Fighting Falcon contemporain.
Les tests ont eu lieu à Dryden Flight Research Center situé sur l'Edwards Air Force Base.

## Survivants
L'un des avions est conservé au National Air and Space Museum à Washington, D.C et l'autre au Neil A. Armstrong Flight Research Center.